# RT 415/417

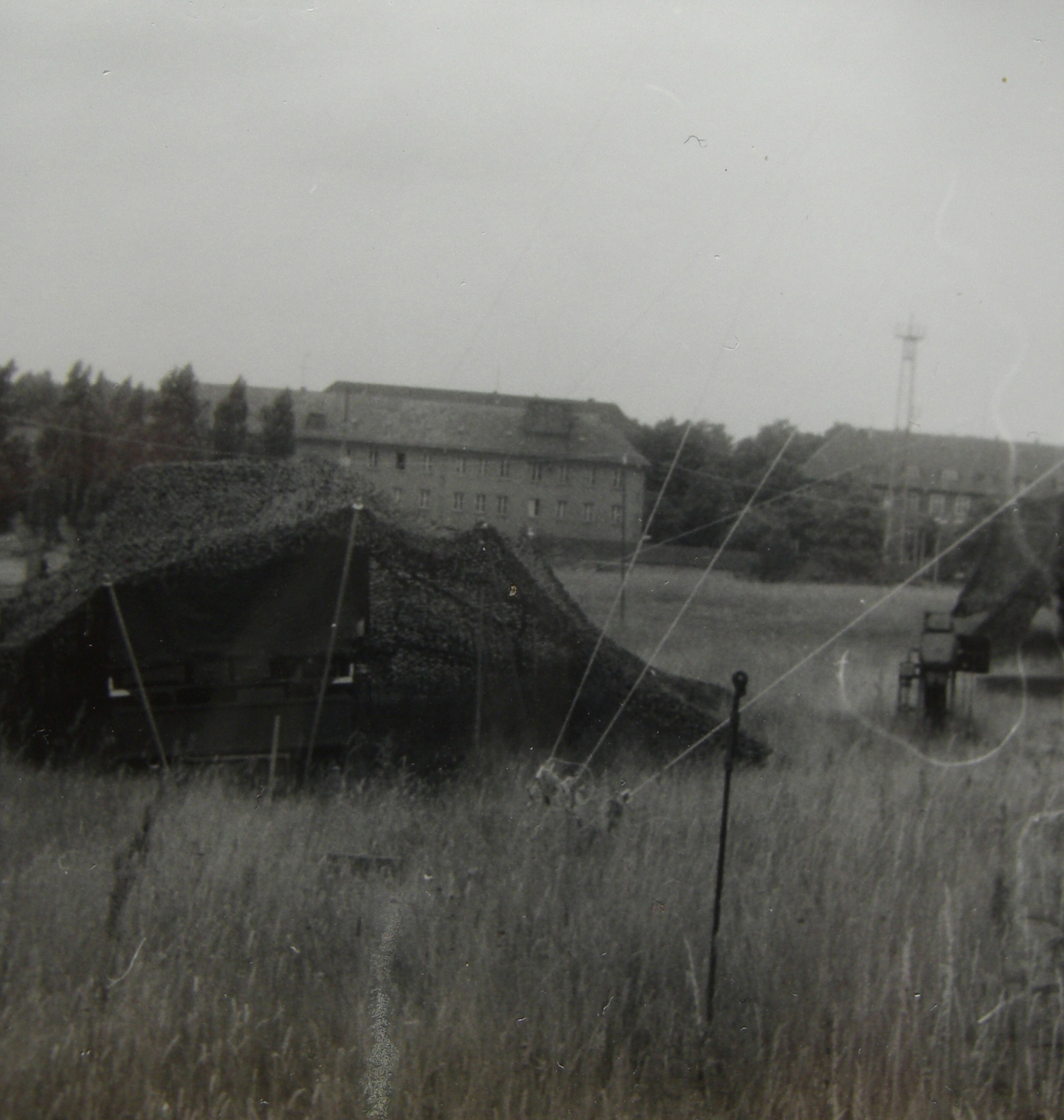
RT-415 in Gefechtslage unter Tarnnetz (NR-14).

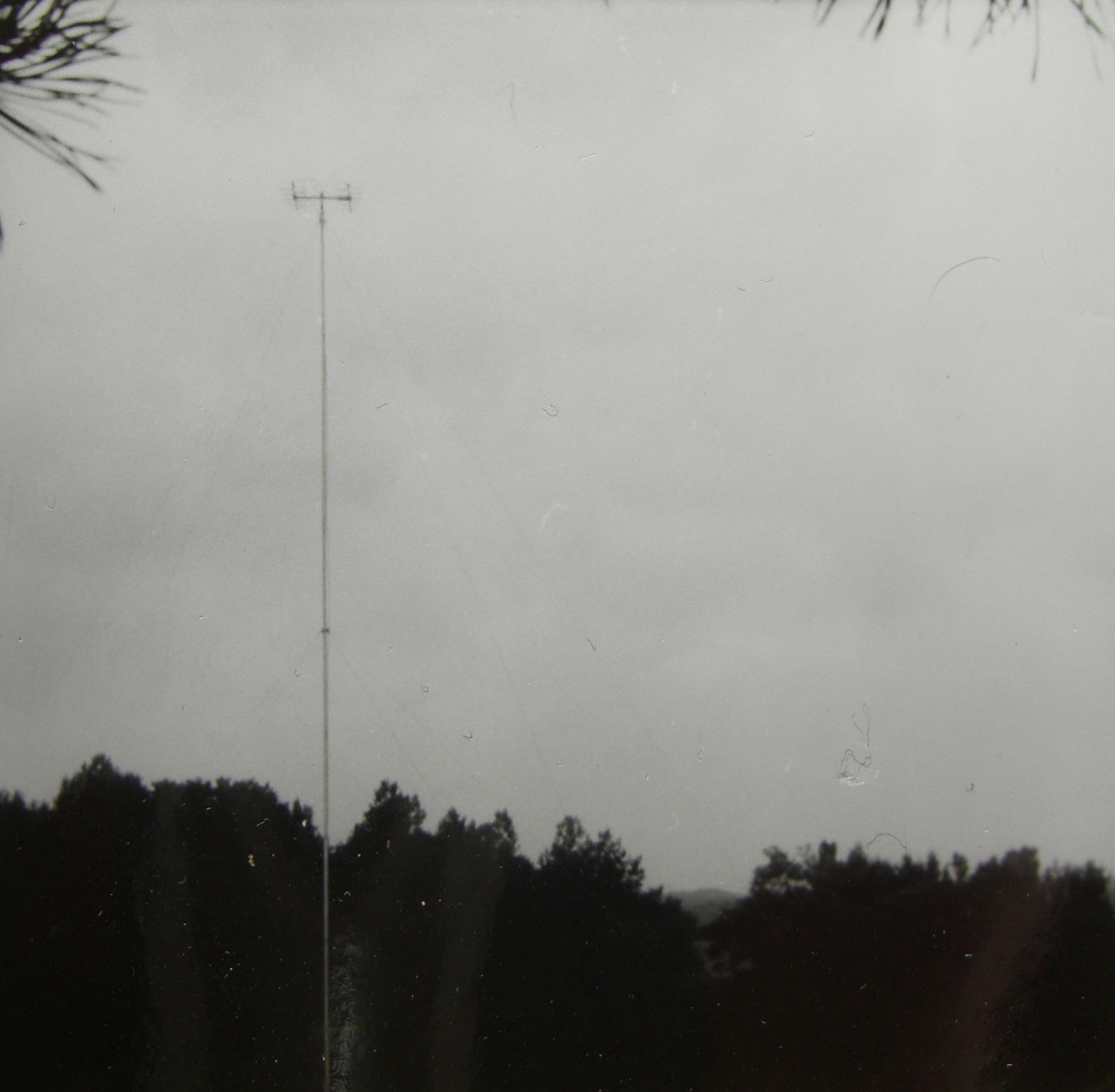
Antennenmast

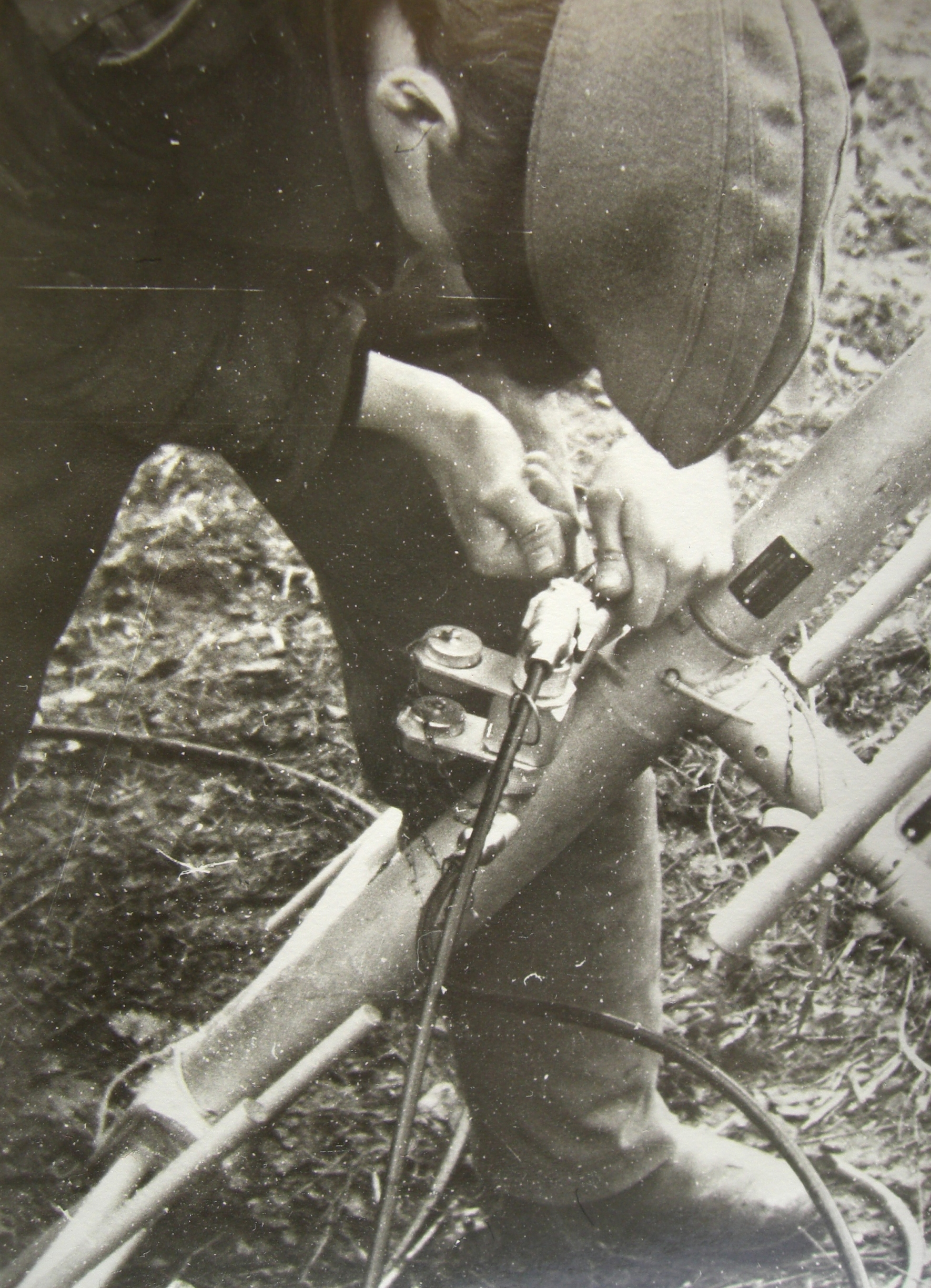
Dipol-Antenne

Die Richtfunkstation RT 415/417 war eine auf einem Kasten-LKW Robur LO 2002 montierte (taktisch bewegbar) bzw. stationär aufgebaute (RT 417) Richtfunkstelle im Zwei- bzw. Vierdrahtbetrieb.
Der Gerätesatz war im Gegensatz zum sowjetischen Gerätesatz R-404 auf Halbleiterbasis bestückt. Die Station fand Anwendung in der Fernmeldetruppe der NVA. Der Richtfunktrupp bestand aus einem Truppführer (Unteroffizier) und drei bis vier Soldaten. Die Regeln des Richtfunkdienstes waren in der Dienstvorschrift DV 040/0/007 niedergelegt.

## Bestandteile
Der Gerätesatz besteht aus:
- 2 Funkgeräte (bei einfachem Endstellenbetrieb wird nur eins benutzt)
- 2 Multiplexgeräte (bei einfachem Endstellenbetrieb wird nur eins benutzt), konnte von der Hauptstation abgesetzt betrieben werden
- 1 Überwachungseinrichtung (für 6 Kriterien der Funkgeräte, Akku-Entladung, Ausfall Stromversorgung)
- 1 Leistungsverstärker
- 1 Stromversorgungsgerät
- 1 NF-Verteiler
- 2 Filter
- 4 Feldfernsprecher FF 63 M
- 2 NiCd-Akkus (bis zu 16 h Betrieb ohne Netzspannung)
- 2 Stromaggregate
- 3 logarithmisch-periodische Antennen
- 1 Antennenanlage (befindet sich bei der RT 415 im Einachs-Anhänger)

## Technische Daten
- Anzahl Fernsprechkanäle: 5 (einer in Originallage, vier geträgert)
- Antennenmasthöhe: max. 20 m (es wurde immer nur die zum Betrieb notwendige Höhe aufgebaut)
- Antennenpolarisation: vertikal oder horizontal
- Frequenzbereich: 280 bis 328,5 MHz
- Anzahl der Funkkanäle: 98 im Abstand 0,5 MHz (Senderquartze wurden mitgeführt)
- Zwischenfrequenzen: 35,25 MHz und 1,7 MHz
- Modulationsart: FM
- Pilotsignalfrequenz: 22 kHz
- Sendeleistung: 0,5 W (8 W mit Leistungsverstärker)
- Reichweite: 50 km

## Ablauf bei der Entfaltung der Station
- Auswahl des Aufbauplatzes (ausreichend Platz, günstige Sende/Empfangsbedingungen, wenig störende Faktoren)
- Aufbau der Antennenanlage (drei Soldaten an den Abspannseilen, ein Truppführer am Mast)
- Inbetriebnahme des Multiplexgerätes (Einregeln der Trägerfrequenz, Systemruf, Pegel)
- Abgleich des Funkgerätes (Sendequarz einsetzen, Leistung abgleichen)
- Ausrichtung der Antenne auf die Gegenstelle
- Aufschalten der Fernsprechanschlüsse (Feldkabelleitungen)
- Übergabe der Kanäle (immer mit der Warnung „Achtung, Sie sprechen über Richtfunk!“)
- Pioniermäßiger Ausbau der Nachrichtenstelle (Platz für Aggregate, Deckung für die Station, Schützenstände ausheben)
- Tarnung des Aufbauplatzes (Tarnnetz, Licht- und Geräuschtarnung)
- Aufklärung der Umgebung (Wasserentnahmestellen, externe Stromversorgung, Umgebungsplan erstellen)
- Organisation des Betriebsdienstes (Dienstablauf, Schicht- und Wachdienst, Verteidigung)